# Varanus giganteus
Varanus giganteus — вид, що належить до родини варанових. Це 4 за розміром сучасний варан (після Varanus komodoensis, Varanus salvadorii і Varanus salvator).

## Опис
V. giganteus може вирости до 2,5 метрів у довжину, хоча середня довжина становить від близько 1,75 до 2 метрів, їх вага до 15 кг, максимальна вага може бути понад 20 кг.

## Поширення
Живе в посушливих районах Австралії (Західна Австралія, Південна Австралія, Північна територія і Квінсленд).

## Поведінка
V. giganteus — наземна тварина, яка може викопати нору для житла за лічені хвилини. Як і всі варани V. giganteus активний протягом дня, вночі ж ховається у виритих норах, будівлях інших тварин або щілинах. Їх довгі кігті дозволяють їм легко лазити по деревах. Вони часто стоять на задніх ногах і хвості, щоб отримати краще уявлення про навколишню місцевість. V. giganteus рано вранці приймає сонячні ванни, щоб досягти своєї температури активності. Під час полудня він ховається в нору, щоб уникнути перегріву. У пустелі Вікторія нори сягають до 8 м в довжину і 1 м у глибину. Коли є нестача їжі, цей варан може залишатися неактивний у норі кілька тижнів чи місяців, отримуючи енергію, ймовірно, від жирових запасів. Для активних особин, середня температура тіла близько 35-37 °С.
При небезпеці, як типово для більшості варанів, V. giganteus завмирає (лежачи на землі й поводячись дуже тихо, поки небезпека не пройде) або тікає при виявленні. Деякі автори повідомляють про незвичайну швидкістю цих варанів при втечі, а при русі на своїй максимальній швидкості, передні кінцівки піднімаються з землі: вони біжать на двох ногах. Christian et al. (1994) зробили огляд прямоходіння у рептилій, у тому числі трьох видів варанів (V. giganteus, V. gouldii, V. mertensi) та обговорили фізику цього виду руху. Коли V. giganteus «загнаний в кут» цей потужний хижак буде захищатись використовувати кігті, зуби і хвіст, який працює як батіг. V. giganteus роздмухує горло і шипить і завдає удару по противнику м'язистим хвостом. V. giganteus також робить випади вперед з відкритим ротом, або як блеф або як напад. Укус V. giganteus може зробити багато шкоди, не тільки зубами, але, також через бактерії в роті викликані тим, що тварина їсть падло.
V. giganteus має широкий спектр здобичі (також їсть падло), від комах, ящірок, риб, птахів до дрібних ссавців, таких як щури і кролики. Хоча V. giganteus, як правило, активний мисливець, він може ховатися і використовувати засідки, коли виникає необхідність. Більш великі особини також полюють на великих тварин, таких як невеликі кенгуру, вомбат, і навіть самотній дінго. Є повідомлення про напади на домашніх тварин, таких як кішки і малого та середнього розміру собаки.

## Життєвий цикл
Шлюбний період припадає на пізню весну й на початку літа, яйця відкладаються на початку-середині літа. Період вагітності триває близько чотирьох тижнів в неволі. Гнізда містять 5-13 яєць в полоні. У природі інкубація триває 11-12 місяців, тому діти вилуплюються навесні або на початку літа наступного року. Новонароджені від 49,75 до 59,1 см загальної довжини і важать 63-96 гр. Тривалість життя у полоні понад 20 років.

## Вороги
У той час як дорослі тварини мають мало ворогів, серед молоді існує висока смертність. Ворогами є хижі птахи, змії, інші ящірки, коти, лисиці й дінго. Тварини ховаються від хижаків і людей на деревах, у норах, а в окремих випадках і в воді.

## Стосунки з людиною
V. giganteus взагалі уникають контакту з людиною і відступають, перш ніж їх помітять. V. giganteus були улюбленим пунктом харчування серед пустельних племен аборигенів, а жир використовувався для лікувальних і ритуальних цілей. Також ці варани є частиною мистецтва пустельних племен і в образотворчому мистецтві і як герої оповідей.

## Галерея

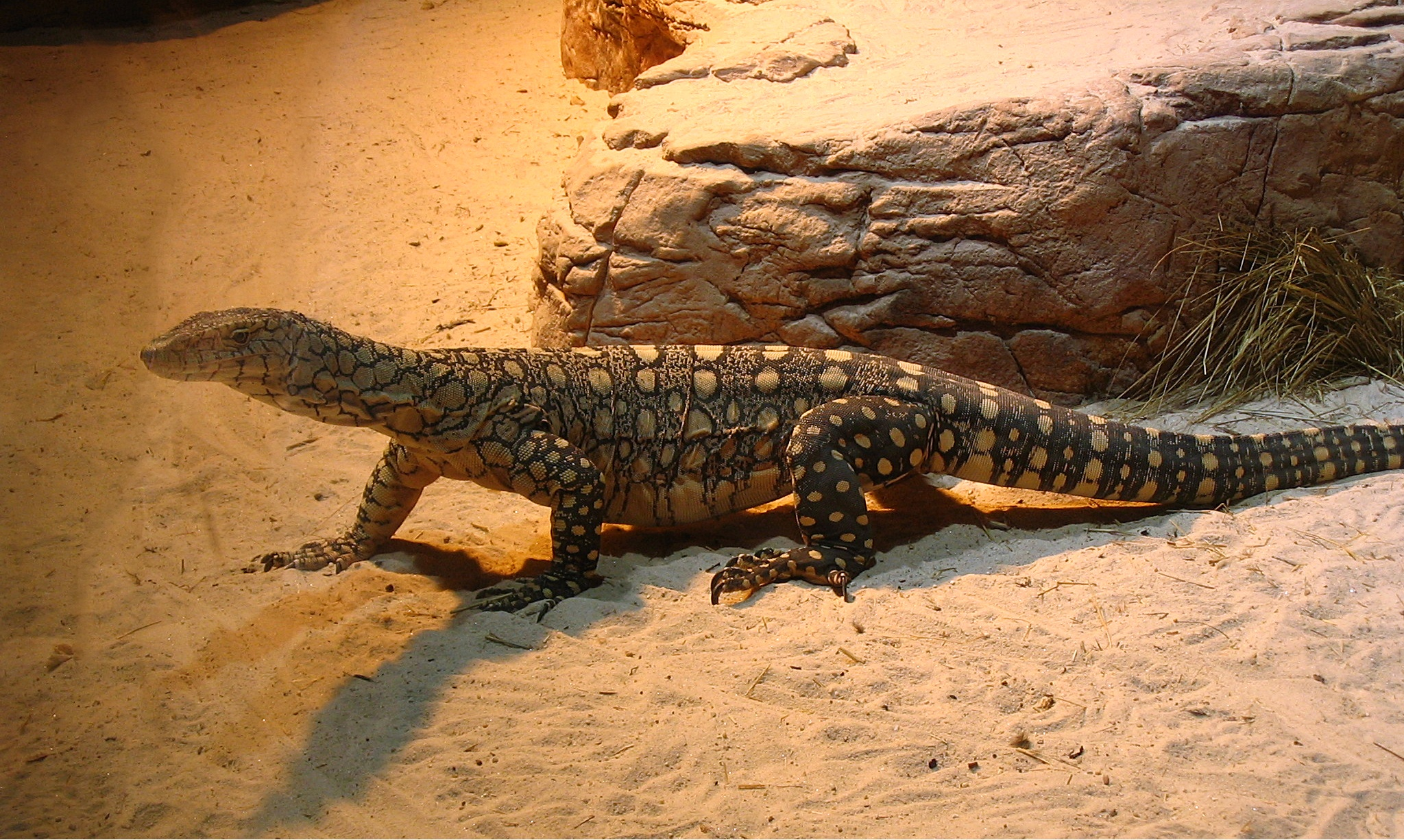
V. giganteus
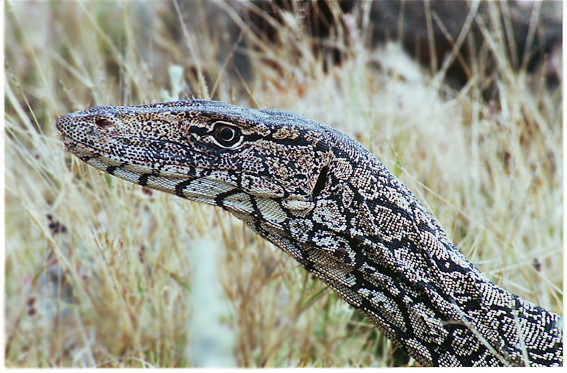
V. giganteus
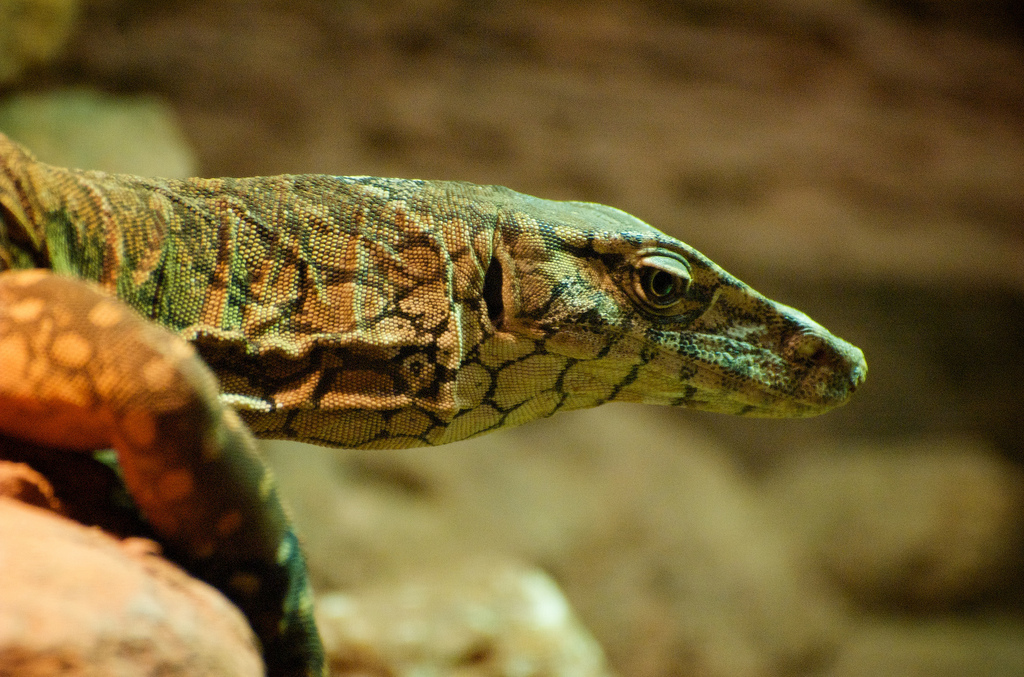
V. giganteus
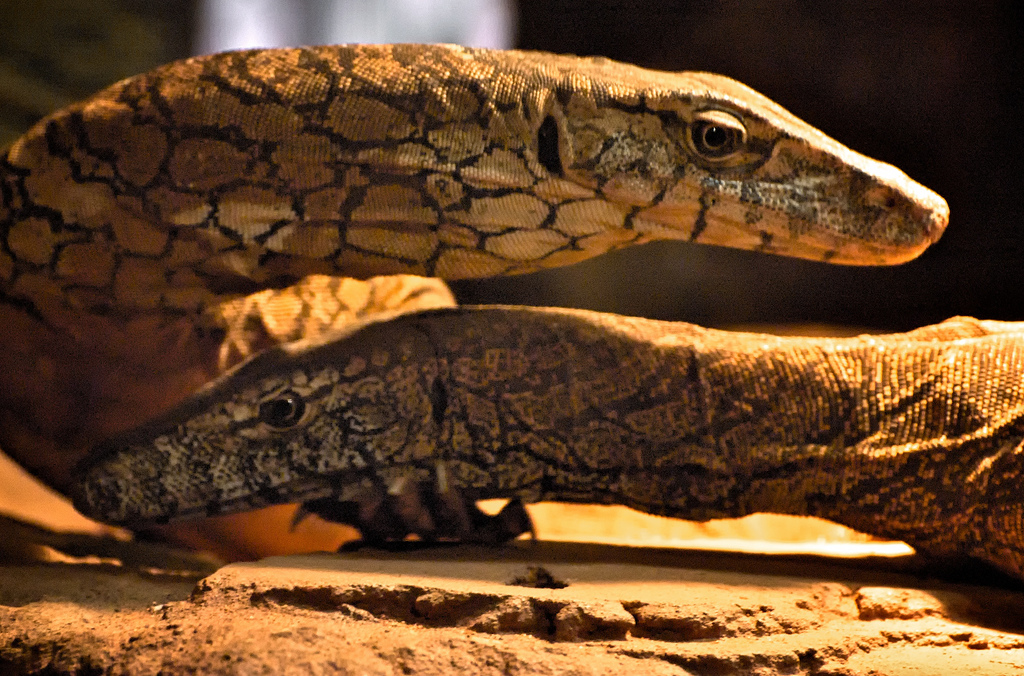
V. giganteus